# 킬링 시즌
킬링 시즌(Killing Season)은 2013년 공개된 미국의 액션 영화이다.

## 줄거리
영화는 보스니아 전쟁 당시 미군이 목격한 잔혹 행위에 대한 복수를 다룬다. 과거 세르비아 군인이었던 에밀 코바치는 당시 미군에게 총격을 당해 큰 부상을 입고 살아남았다. 시간이 흘러 코바치는 미국 군인 출신이자 전직 NATO 요원이었던 벤자민 포드를 찾아내기 위해 정보를 수집한다. 
전쟁의 기억을 잊고자 테네시의 외딴 오두막에 은둔 생활을 하던 포드는 사냥 여행에서 유럽인 관광객으로 위장한 코바치를 만난다. 둘은 우정을 쌓지만, 코바치가 자신의 정체를 밝히면서 관계는 급변한다. 복수심에 불타는 코바치는 포드와 쫓고 쫓기는 잔인한 게임을 시작한다. 포드는 심각한 부상을 입지만 빠르게 회복하고, 과거 그가 코바치의 등을 쏴 그를 불구가 되게 만들었다는 사실이 드러난다.
격렬한 대결 끝에 포드는 코바치를 제압하고, 서로의 처지를 이해하게 된 두 사람은 평화로운 타협점을 찾는다. 코바치는 "치유되고 있다"는 말을 남기며 조용히 세르비아로 돌아가고, 포드는 손자의 세례식에 참석하지 못했던 것을 후회하며 아들을 찾아간다.

## 출연

### 주연
- 로버트 드 니로
- 존 트라볼타
- 마일로 벤티밀리아
- 엘리자베스 올린

### 조연
- 다이아나 뤼베노파
- 스테판 슈터레브

## 기타
- 의상: 데니즈 윈게이트